# Kareem Streete-Thompson
Kareem Streete-Thompson (Ithaca, 30 marzo 1973) è un ex lunghista e velocista caymaniano con cittadinanza statunitense, vice-campione del mondo indoor nel 2001 nel salto in lungo.

## Biografia
Seppur nato negli Stati Uniti, Streete-Thompson ha vissuto fino a 18 anni nelle Isole Cayman. Specializzato nel salto in lungo, ma competendo anche in gare di velocità, ha principalmente rappresentato l'arcipelago del Mar dei Caraibi nel corso di numerosi eventi internazionali tra cui tre edizioni dei Giochi olimpici e con cui ha vinto una medaglia d'argento ai Mondiali indoor di Lisbona.
Per un breve periodo, dal 1993 al 1999, ha gareggiato per gli Stati Uniti, vincendo una medaglia d'oro all'Universiade di Buffalo del 1993.

## Palmarès
| Anno                                 | Manifestazione              | Sede            | Evento         | Risultato        | Prestazione | Note |
| ------------------------------------ | --------------------------- | --------------- | -------------- | ---------------- | ----------- | ---- |
| In rappresentanza delle Isole Cayman |                             |                 |                |                  |             |      |
| 1987                                 | Giochi CARIFTA U17          | Port of Spain   | Salto in lungo | Oro              | 6,91 m      |      |
| 1988                                 | Giochi CARIFTA U17          | Kingston        | Salto in lungo | Oro              | 7,06 m      |      |
| 1988                                 | Mondiali juniores           | Sudbury         | Salto in lungo | 24º (q)          | 6,84 m      |      |
| 1988                                 | Mondiali juniores           | Sudbury         | 100 m piani    | Batteria         | 11"30       |      |
| 1989                                 | Giochi CARIFTA U17          | Bridgetown      | Salto in lungo | Oro              | 7,83 m      |      |
| 1989                                 | Giochi CARIFTA U17          | Bridgetown      | 100 m piani    | Argento          | 10"88       |      |
| 1989                                 | Giochi CARIFTA U17          | Bridgetown      | 200 m piani    | Bronzo           | 21"9        |      |
| 1990                                 | Giochi CARIFTA U20          | Kingston        | Salto in lungo | Oro              | 7,94 m      |      |
| 1990                                 | Giochi del Commonwealth     | Auckland        | Salto in lungo | 11º              | 7,53 m      |      |
| 1990                                 | Giochi del Commonwealth     | Auckland        | 100 m piani    | Batteria         | 10"89       |      |
| 1990                                 | Campionati CAC under 20     | L'Avana         | Salto in lungo | Oro              | 7,97 m      |      |
| 1990                                 | Campionati CAC under 20     | L'Avana         | 200 m piani    | Batteria         | 22"41       |      |
| 1990                                 | Mondiali juniores           | Plovdiv         | Salto in lungo | Bronzo           | 7,94 m      |      |
| 1991                                 | Mondiali                    | Tokyo           | Salto in lungo | 38º (q)          | 6,99 m      |      |
| 1992                                 | Campionati CAC juniores U20 | Tegucigalpa     | Salto in lungo | Oro              | 7,57 m      |      |
| 1992                                 | Campionati CAC juniores U20 | Tegucigalpa     | 100 m piani    | Argento          | 10"6        |      |
| 1992                                 | Giochi olimpici             | Barcellona      | Salto in lungo | 38º (q)          | 7,39 m      |      |
| 1992                                 | Giochi olimpici             | Barcellona      | 100 m piani    | Batteria         | 10"78       |      |
| 1999                                 | Giochi panamericani         | Winnipeg        | Salto in lungo | Argento          | 8,12 m      |      |
| 1999                                 | Mondiali                    | Siviglia        | Salto in lungo | 24º (q)          | 7,75 m      |      |
| 1999                                 | Mondiali                    | Siviglia        | 100 m piani    | 8º               | 10"24       |      |
| 2000                                 | Giochi olimpici             | Sydney          | Salto in lungo | 13º (q)          | 7,99 m      |      |
| 2001                                 | Mondiali indoor             | Lisbona         | Salto in lungo | Argento          | 8,16 m      |      |
| 2001                                 | Campionati CAC              | Guatemala City  | Salto in lungo | Oro              | 7,97 m      |      |
| 2001                                 | Mondiali                    | Edmonton        | Salto in lungo | 5º               | 8,10 m      |      |
| 2002                                 | Giochi del Commonwealth     | Manchester      | Salto in lungo | Bronzo           | 7,89 m      |      |
| 2003                                 | Campionati CAC              | Saint George's  | Salto in lungo | Oro              | 8,12 m      |      |
| 2003                                 | Campionati CAC              | Saint George's  | 4×100 m        | 8º               | 41"50       |      |
| 2003                                 | Giochi panamericani         | Santo Domingo   | Salto in lungo | 4º               | 7,96 m      |      |
| 2003                                 | Giochi panamericani         | Santo Domingo   | 4×100 m        | Batteria         | 41"10       |      |
| 2003                                 | Mondiali                    | Saint-Denis     | Salto in lungo | 5º (q)           | 7,87 m      |      |
| 2004                                 | Mondiali indoor             | Budapest        | 60 m piani     | Semifinale       | 6"64        |      |
| 2004                                 | Giochi olimpici             | Atene           | Salto in lungo | 20º (q)          | 7,85 m      |      |
| 2004                                 | Giochi olimpici             | Atene           | 100 m piani    | Quarti di finale | 10"24       |      |
| 2006                                 | Giochi del Commonwealth     | Melbourne       | 100 m piani    | Quarti di finale | 10"71       |      |
| 2006                                 | Giochi del Commonwealth     | Melbourne       | 4×100 m        | Batteria         | 40"76       |      |
| 2006                                 | Giochi CAC                  | Cartagena       | 100 m piani    | Semifinale       | 10"47       |      |
| In rappresentanza degli Stati Uniti  |                             |                 |                |                  |             |      |
| 1993                                 | Universiadi                 | Buffalo         | Salto in lungo | Oro              | 8,22 m      |      |
| 1994                                 | Goodwill Games              | San Pietroburgo | Salto in lungo | Bronzo           | 8,29 m      |      |
| 1995                                 | Mondiali                    | Göteborg        | Salto in lungo | 14º              | 7,43 m      |      |